# Tomáš Janíček
Tomáš Janíček (* 7. září 1982, Gottwaldov, Československo) je český fotbalový obránce, momentálně působí v klubu 1. SK Prostějov. Mimo Českou republiku působil na klubové úrovni na Slovensku.
Je to důrazný hráč nevyhýbající se soubojům o míč.

## Klubová kariéra
Začínal v FC Slušovice, ale už od devíti let hrál ve Zlíně. Do dospělého fotbalu se dostal v klubu FC Tescoma Zlín, kde působil od roku 2002. V létě 2007 odešel na hostování do slovenského mužstva FC Nitra. Po roce odešel zpět do ČR, přestoupil do týmu FK Mladá Boleslav, kam si ho vzal kouč Pavel Hapal, který ho vedl právě v Nitře. V sezóně 2014/15 hrál v MFK Karviná.
Po administrativním postupu Zlína do 1. české ligy se v létě 2015 vrátil do mateřského klubu (FC Fastav Zlín). Se zlínským týmem slavil v sezóně 2016/17 triumf v českém poháru.